# Proby Thomas Cautley
Proby Thomas Cautley (3 janvier 1802-25 janvier 1871) est un ingénieur et paléontologue britannique né dans le Suffolk.

## Biographie
Il sert à partir de 1849 et pour quelques années dans l'artillerie du Bengale. Puis il est engagé pour la reconstruction du canal de Doab. Après son ouverture il en a la charge pendant 12 ans (1831-1843). Il fait un rapport sur la construction du canal du Gange pour l'irrigation de la contrée compris entre le Gange, l'Hindan et la Jumna, son plus important travail. Le projet est approuvé en 1841 mais les travaux ne commencent qu'en 1843, et même après cela il est gêné par l'opposition de Lord Ellenborough.
De 1845 à 1848, malade, il retourne au Royaume-Uni. Cautley est devenu membre de la Royal Society le 2 avril 1846. À son retour en Inde il devient directeur des canaux des provinces du nord-ouest. Le canal est ouvert en 1854 date à laquelle il revient au Royaume-Uni. Il est fait K.C.B. et de 1858 à 1868 il occupe un siège au conseil de l'Inde. Il meurt à Sydenham près de Londres le 25 janvier 1871.
En 1860 il publie un compte rendu complet sur la construction du canal du Gange. Il écrit aussi de nombreux mémoires, certains écrits en collaboration avec Hugh Falconer (1808-1865) pour les réunions de la Bengal Asiatic Society et la Geological Society of London sur la géologie et les restes fossiles des collines de Sivalik. En 1837 il reçoit la médaille Wollaston.

## Source
- (en) « Proby Thomas Cautley », dans Encyclopædia Britannica [détail de l’édition], 1911 (lire sur Wikisource).